# وینسام
وینسام (به هلندی: Winsum) یک منطقهٔ مسکونی در هلند است که در لیتنسرادیل واقع شده‌است. وینسام ۱٬۰۳۸ نفر جمعیت دارد.